# Cikunten
Cikunten is een bestuurslaag in het regentschap Tasikmalaya van de provincie West-Java, Indonesië. Cikunten telt 5486 inwoners (volkstelling 2010).